# العربي بنجلون
العربي بنجلون من مواليد مدينة فاس سنة 1947 شارك في تحرير صحيفة الشعب المغربية ما بين 1969 حتى 1975، أصدر صحيفة الطفل في أكتوبر 1971م، هيأ لمجلة الثقافة” السورية عددا خاصا بالأدب المغربي في 1981. له كتابات بمجموعة من الصحف والمجلات: العلم، البيان، الكاتب العربي، الموقف العربي، الثقافة السورية، الطليعة الأدبية.

## من بين مناصبه
- رئيس تحرير القسم العربي بالشركة الدولية للإعلام بـ(جنيف – سويسرا).
- مدير مجلة “كتابات” الفكرية الإبداعية، ومجلة الطفل “سامي” 1990.
- عضو اتحاد كتاب المغرب 1982 – عضو اتحاد الكتاب العرب 1992.
- عضو اتحاد الصحفيين العرب بهولندا 1999.
- معلم ثم أستاذ اللغة العربية 1969.

## من بين مؤلفاته
للكاتب العربي بنجلون عدة مؤلفات تجمع بين المؤلفات النقدية وأدب الطفل وأعمال التربية:
- تيار الوعي في الأدب المغربي المعاصر (دراسات نقدية): اتحاد الكتاب العرب بسورية 1983.
- أدب الأطفال في المغرب (دراسات نقدية): مطبعة الرسالة بالرباط 1985.
- جدال وسجال (محاضرات – حوارات – دراسات…) مطبعة المعارف بالرباط 1986
- سفر في أنهار الذاكرة (سيرة ذاتية): دار الفرقان للنشر الحديث بالدارالبيضاء 1987.
- أدبيات الطفل المغربي (بيبليوغرافية): مطبعة المعارف بالرباط 1991.
- كتاب الطفل بالمغرب (بيبليوغرافية عامة): مطبعة معمورة بالقنيطرة 2000.
- ثقافة الطفل العربي (دراسات مشتركة) كتاب “العربي” عدد 50-15 أكتوبر 2002.
- قصص من عالم الحيوان: دار الثقافة بالدار البيضاء 1986.
- قصص تربوية للأطفال: مطبعة المعارف بالرباط 1986-1987.
- قصص طريفة للأطفال: مطبعة المعارف بالرباط 1986-1987.
- أنغام الطفولة (شعر): مطبعة المعارف بالرباط 1986-1987.
- ابن بطوطة معنا (سيرة ذاتية): المطبعة السريعة بالقنيطرة 1998.

## جوائزه
- جائزة اليونسكو.
- الجائزة الأولى للعرض الثقافي في المهرجان المغاربي الأول لمسرح الطفل.
- شهادة تنويه واستحقاق من لجنة المهرجان الثاني للحكاية الذي نظمته جامعة ابن زهر – كلية الآداب والعلوم الإنسانية بأكادير المغرب.